# 近畿大学数学コンテスト
近畿大学数学コンテスト（きんきだいがくすうがくコンテスト、英語：Kinki University Mathematics Contest）は、近畿大学数学教室が主催する数学コンテスト。

## 概説
1999年に第一回が開催され、現在では、11月はじめの近畿大学生駒祭の期間を利用して、毎年開催されている。
年齢や職業などの参加資格の制限は無く、誰でも参加でき、全国から数学好きが集って腕を競う。制限時間は5時間で、時間内に解答を提出しさえすれば、どんな本を参照しても、どこへ行っても良く、複数人のチームとして参加することもできる。出題者さえ思いつかなかった“エレガント”な解答が、最も賞賛される。
当初は、主として大学内を対象としたコンテストであり、数学の教員などの「プロ」は参加できないなどの制限があったが、後に『数学セミナー』や『大学への数学』などの雑誌掲載を通して規模を拡大し、現在ではプロ・アマ問わずに誰でも参加できるコンテストになっている。近畿地方近辺にある進学校の中学・高校からの参加も多く、近年では関東地方など遠方からの参加者もいる。
コンテストの問題と解答をまとめた本が、『21世紀無差別級数学バトル　近畿大学数学コンテスト問題集』としてピアソン・エデュケーションから出版されている。